# Burayda ibn al-Hussayb
Burayda ibn al-Husayb (àrab: بريدة بن الحصيب, Burayda ibn al-Ḥuṣayb) (segle vii) fou un company del profeta Muhàmmad de la tribu d'Àslam ibn Afsà.
Es va convertir a l'islam juntament amb vuitanta famílies, quan el Profeta va haver d'anar a Medina des de la Meca i es va aturar al campament d'al-Ghamim, on era Burayda. Va participar en les campanyes de Muhàmmad. El 630 se li va encarregar cobrar l'impost a les tribus Àslam i Ghifar. A la mort del Profeta va residir a Medina, però després es va traslladar a Bàssora, després de la seva fundació. Més tard va anar a fer campanya al Khurasan (potser el 671) i es va establir a Merv, on va morir entre 680 i 683 (segons Ibn Hadjar, el 683).